# Topoteretes
Topoteretes o toporita (del griego: τοποτηρητής, topotērētēs, plural topotērētai) era un término técnico griego utilizado en el lenguaje militar del período bizantino que significa adjunto o lugarteniente (literalmente 'guardián del lugar'). 

## Historia
Durante la historia del Imperio bizantino , el cargo de topoteretes formó parte de la jerarquía oficial del ejército bizantino en diferentes formas. En los siglos IX-XI, el topoteretes era el lugarteniente de los principales comandantes militares de los themata, los tagmata y la armada bizantina. Los topoteretes (topotērētai) generalmente llevaban el mando de la mitad de la unidad respectiva.
Con las guerras civiles entre 1070 y 1080 y la invasión selyúcida de una gran parte de Asia Menor, los topoteretes se situaban en primera línea tan pronto como sus superiores habían partido a combatir junto a las diferentes facciones que se enfrentaban entre sí por el trono. De esta forma, personajes como Teodoro Gabras, que ocupaban el cargo de topoteretes, se encontraban aislados e intentaban defender sus regiones con las fuerzas disponibles.
A principios del siglo XII, los topotērētai aparecen como comandantes de pequeñas regiones y fortalezas, mientras que a finales del período Paleólogo, el término fue utilizado para designar a los representantes del Patriarca de Constantinopla en sedes que ahora se encuentran fuera de las fronteras del Imperio bizantino.